# Хэй, Джон
Лорд Джон Хэй (англ. Lord John Hay, 23 августа 1827 — 4 мая 1916) — Адмирал Королевского ВМФ Великобритании и политический деятель. Участник Первой опиумной войны, Крымской войны, Второй опиумной войны. Член парламента от округа Вик Бёргз, позднее — от округа Рипон.
В июле 1878 года он был отправлен в Средиземное море с задачей взять под контроль Кипр и оккупировать его в соответствии с решениями Берлинского конгресса. В условиях политического кризиса был назначен морским министром в марте 1886 года. Этому предшествовала отставка Первого министра адмиралтейства Джорджа Робинсона, вынужденного покинуть свой пост в связи с отставкой правительства Уильяма Гладстона.

## Военно-морская карьера
Джон Хэй был четвёртым сыном Джорджа Хэя, 8-го маркиза Твиддал, и леди Сьюзен Монтегю, дочери Уильяма Монтегю, 5-го герцога Манчестера. В 1840 году Хэй поступил на службу в Королевский флот. Он был отправлен в составе экипажа боевого корабля Vestal в Китай, где в 1842 году принял участие в боях в ходе Первой опиумной войны. Будучи повышенным в звании до лейтенанта, Хэй вступил в команду фрегата Spiteful, а позже был переведен на линкор Powerful в Средиземном море. 28 августа 1851 года он был произведен в командиры и получил в командование шлюп Wasp в Средиземном море. В ноябре 1854 года в составе десанта он принял участие в обороне Евпатории и в осаде Севастополя (1854—1855) в ходе Крымской войны. В ходе осады Хэй получил ранение и был награждён французским Орденом Почетного Легиона 5-го класса и турецким Орденом Меджиди 4-го класса.
В знак признания его боевых заслуг в Крыму 27 ноября 1854 года Хэй был назначен капитаном Королевского флота и 5 июля 1855 года был награждён Орденом Бани. Хэй в декабре 1855 года получил в командование линкор Forth.
Придя в политику, Хэй был избран в парламент от Либеральной партии по округу Вик Бёргз на всеобщих выборах 1857 года и пребывал в парламенте до следующих всеобщих выборов 1859 года. После этого Хэй вернулся во флот и стал капитаном фрегата Odin, приписанного к портам Ост-Индии и Китая. В августе 1860 года он принял участие в битве за форты Дагу в ходе Второй опиумной войны.
Хэй вновь избрался в парламент по округу Рипон в апреле 1866 года и вошел в Адмиралтейскую коллегию, пока Либеральное правительство Либерально не ушло в отставку в июне 1866 года. До декабря 1868 года он занимал пост помощника морского министра.
Он покинул своё место в парламенте в феврале 1871 года и получил в командование броненосец Hotspur. 7 мая 1872 года Хэй был произведен в контр-адмиралы и стал заместителем командира флота Северного моря, а через пять лет — его командующим. 31 декабря 1877 года Хэй получил чин вице-адмирала
 и в июле 1878 года был отправлен в Средиземное море с задачей взять под британский контроль Кипр в соответствии с решениями Берлинского конгресса. С 12 июля по 22 июля 1878 года Хэй исполнял обязанности Верховного комиссара Кипра.

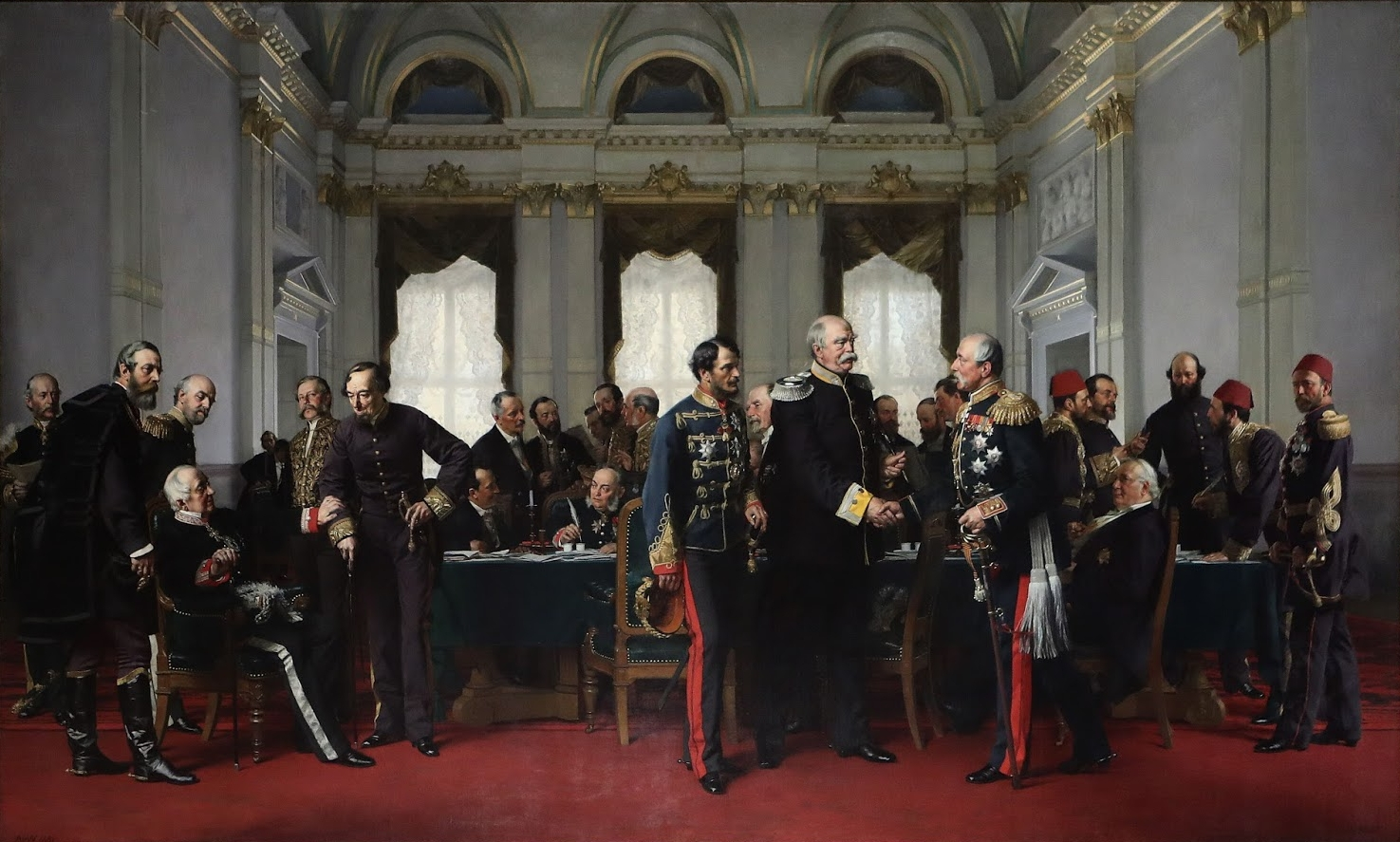
Берлинский конгресс: лорд Джон Хей по его итогам был отправлен в Средиземное море, чтобы взять под британский контроль Кипр

В апреле 1880 года Хэй стал заместителем морского министра, при этом продолжал находиться в Средиземном море в составе флота.. 8 июля 1884 года Хэй был произведен в адмиралы и Главнокомандующие флотом в Средиземном море с задачей обеспечить поддержку генерал-майору Чарльзу Гордону его Нильской экспедиции.
В условиях политической напряженности в марте 1886 года Хэй был назначен морским министром в связи с отставкой Джорджа Робинсона, который был переведен на пост Первого министра адмиралтейства. Однако либеральное правительство было вынуждено уйти в отставку в августе 1886 года. В мае 1887 года он стал Верховным главнокомандующим Королевского флота и был повышен до адмирала флота 15 декабря 1888 года.
Хэй ушел в отставку в августе 1892 года. Он умер в своем доме в Фулмере, Бакингемшир, 4 мая 1916 года.

## Семья
В 1876 году Хэй женился на Кристине Ламберт, младшей дочери Натаниэля Грейс Ламберта, депутата парламента от Бакингемшира. Их дочь Минни Кристина Бренда Хэй вышла замуж за лорда Абердура, графа Мортон.